# Egnahems BK
Egnahems bollklubb, ofta förkortat EBK, är en fotbollsklubb i Huskvarna. Den bildades 1963 som en isbaneförening. Den hette då isbaneföreningen, men bytte namn när man utökade verksamheten till fler sporter. Klubben spelar på anläggningen Runnåkra IP belägen i Egnahem. Ådalsvallen används också som träningsplan. 11- och 7-mannaplan samt konstgräsplan finns.
Fotbollssektionens färger är orange och svart. Dess märke är inspirerat av en pepparkaksform.
2009 bestod klubben av 600 medlemmar samt ungefär 350 aktiva. Fotbollsspelaren Karl Svenssons modersklubb är EBK. Herrarnas A-lag spelar 2024 i division 4.

## Historia
Egnahems bollklubb bildades 1963. Ursprungligen var det en isbaneförening, som startade av ett 30-tal personer som ville sköta om den isbana som Hakarps kommun innan dess hade ansvarigheten för. Den 7 januari 1963 bildades föreningen under ett möte i Egnahemsskolan, och föreningen idkade isdans. Den gick då under namnet isbaneföreningen. 1965 gick man med i Svenska Riksidrottsförbundet och Smålands FF. Några år efteråt ändrade man namn till Egnahemskamraterna och man började även utöva fotboll. Klubbens färger blev orange och svarta eftersom man ville efterlikna den klassiska klubben Wolverhampton Wanderers. Ej långt efteråt bytte man återigen namn, då till Egnahems bollklubb.

## Fotbollsplan

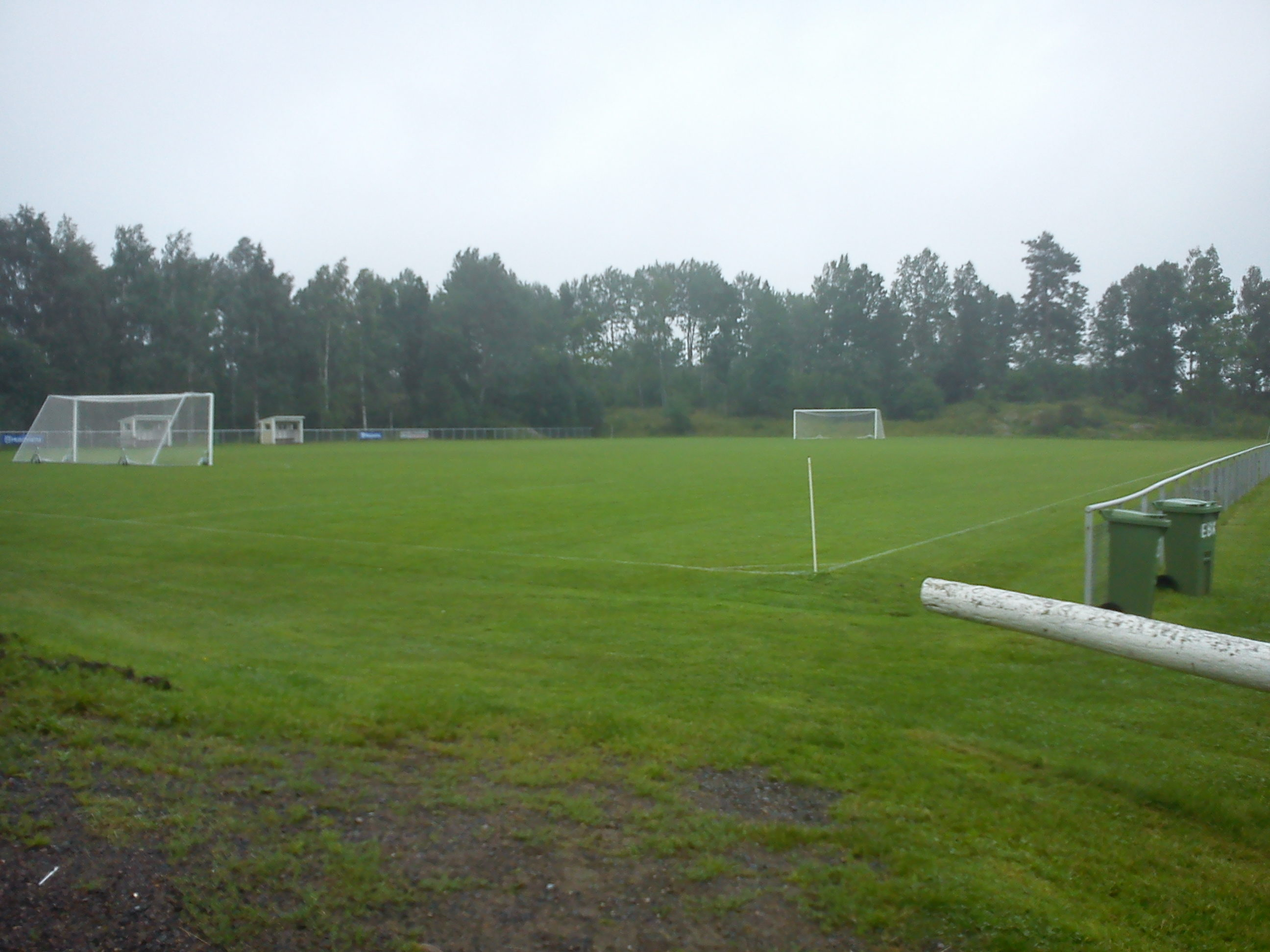
Fotbollsplan

1967 förvärvade man en tomt, efter att Hakarps kommun slagits samman med Huskvarna. Man fick byggnadstillstånd för en klubbstuga, som invigdes den 26 maj 1970. Kostnadsmässigt hade man fått bidrag från olika företag; Riksidrottsförbundet bidrog med 5 000 kronor, Huskvarna med 13 000 kronor och Egnahems fastighetsägareförening med 1 000 kronor. Under samma period försökte man få en fotbollsplan. Till dess hade man tränat på Ådalsvallen på Stensholm samt Brånerydsvallen. Dessa planer svämmade med jämna mellanrum över, och 1969 tillsattes därför en kommitté för att bygga en plan där klubbstugan stod. Jönköpings kommun erbjöd att bidra med 90 000 kronor för en plan. Detta tackade EBK nej till, som ville stå för 50% av kostnaderna själva. 90% var då inte tillräckligt. Kommunen kom sedan att bidra med 138 000 kronor, hälften av kostnaden. Planen som byggdes blev 105x65 meter stor. Den 12 juni 1976 invigdes Runnåkra IP. Det var bland de första föreningsägda fotbollsplanerna i Jönköpings kommun. Bland annat Riksidrottsförbundet uppmärksammade detta.

## Sektioner
1966 startade man en damsektion. Denna sektion har skänkt omkring 230 000 kronor till verksamheten. När man startade fanns både skidor, bordtennis och fotboll inom klubben. Under 1980-talet bestämdes dock att bara bedriva fotbollsverksamhet. 1988 fanns två seniorlag, ett juniorlag, ett damlag, sju ungdomslag, fotbollsskola, gymnastik, bingo, tipspromenad och olika kommittéer. Då hade man omkring 500 medlemmar.

## Betydande spelare
Karl Svensson
Fredrik Söderbring